# Taevion Kinsey
Taevion Kinsey, né le  10 mars 2000 à Columbus dans l'Ohio, est un joueur américain de basket-ball. Il mesure 1,93 m et évolue au poste d'arrière.

## Biographie

### Carrière universitaire
Entre 2018 et 2023, il joue pour les Thundering Herd de Marshall.

### Carrière professionnelle

#### Jazz de l'Utah
Lors de la draft 2023 de la NBA, il n'est pas sélectionné.
En mars 2024, il signe un contrat de 10 jours avec le Jazz de l'Utah. Il ne joue pas avec le Jazz durant cette période.

## Palmarès et distinctions individuelles

### Universitaires
- Sun Belt Player of the Year (2023)
- First-team All-Sun Belt (2023)
- First-team All-Conference USA (2021)
- 2× Second-team All-Conference USA (2020, 2022)
- Conference USA All-Freshman Team (2019)

## Statistiques

### Universitaires
| Saison    | Équipe   | Matchs | Titul. | Min./m | % Tir | % 3pts | % LF | Rbds/m. | Pass/m. | Int/m. | Ctr/m. | Pts/m. |
| --------- | -------- | ------ | ------ | ------ | ----- | ------ | ---- | ------- | ------- | ------ | ------ | ------ |
| 2018-2019 | Marshall | 37     | 13     | 24.8   | .587  | .357   | .667 | 4.0     | 1.3     | .8     | .5     | 10.5   |
| 2019-2020 | Marshall | 32     | 32     | 36.0   | .490  | .264   | .682 | 5.0     | 4.2     | 1.1    | .4     | 16.4   |
| 2020-2021 | Marshall | 22     | 22     | 37.7   | .532  | .413   | .818 | 6.2     | 3.0     | .8     | .3     | 19.5   |
| 2021-2022 | Marshall | 31     | 31     | 36.9   | .429  | .183   | .745 | 5.1     | 4.2     | 1.0    | .1     | 19.1   |
| 2022-2023 | Marshall | 32     | 32     | 37.8   | .556  | .404   | .744 | 4.9     | 5.4     | 1.7    | .5     | 22.1   |
| Carrière  | Carrière | 154    | 130    | 34.1   | .507  | .302   | .732 | 4.9     | 3.6     | 1.1    | .4     | 17.1   |